# Headland Hotel

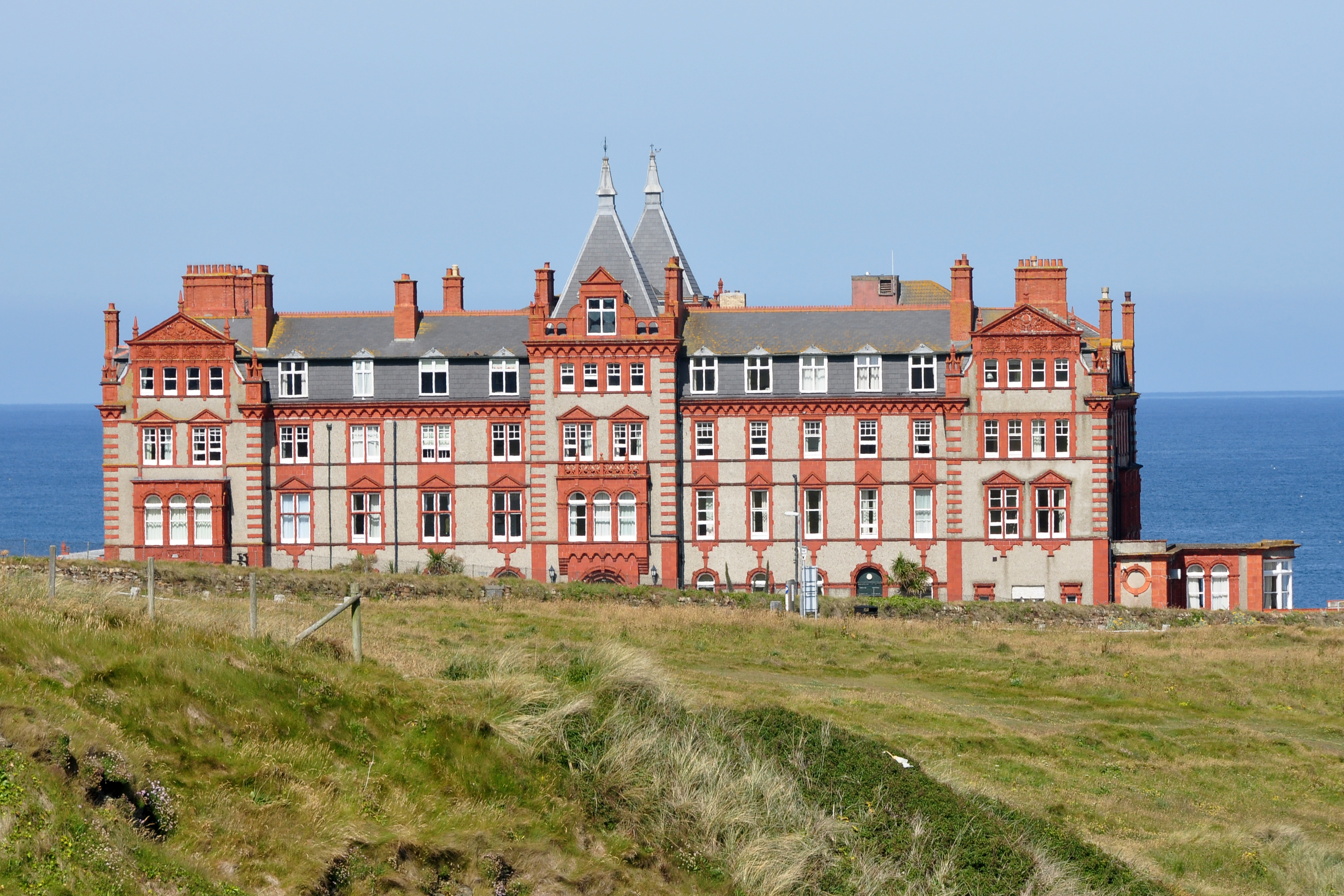
Newquay (Cornovaglia): lo Headland Hotel

Lo Headland Hotel è uno storico albergo di Newquay, in Cornovaglia (Inghilterra sud-occidentale), costruito nel 1898 su progetto di Sylvanus Trevail ed inaugurato nel 1900.
L'edificio è classificato come monumento di secondo grado.

## Ubicazione
L'edificio è situato nella Headland Road, in un promontorio sull'Oceano Atlantico che si affaccia sulla Fistral Beach.

## Storia
L'albergo aprì le proprie porte alla sua clientela nel giugno del 1900.
Lo Headland Hotel iniziò quindi ad annoverare tra i suoi ospiti anche membri della famiglia reale, i primi dei quali furono re Edoardo VII e la sua consorte, la regina Alessandra di Danimarca.
Nel corso della seconda guerra mondiale, lo Headland Hotel fu trasformato in ospedale da campo per le truppe della RAF.
Nell'immediato dopoguerra, l'albergo conobbe un periodo di declino fino agli anni settanta, quando fu acquistato dalla famiglia Armstrong.
I nuovi proprietari investirono in seguito circa 30 milioni di sterline nel giro di 40 anni per trasformare lo Headland Hotel in un hotel di lusso.
Il 12 maggio 1988, lo Headland Hotel fu dichiarato monumento classificato.

## Architettura
L'edificio, in pietra rossa, è di forma quadrata e possiede tre piani più un attico.
|  |

## Lo Headland Hotel come location di film e fiction
- Lo Headland Hotel fu utilizzato come location per il film, diretto da Nicolas Roeg e con protagonista Anjelica Huston, Chi ha paura delle streghe? (The Witches, 1990)[1][4]
- Lo Headland Hotel compare in alcune scene di tre film TV tedeschi del ciclo "Rosamunde Pilcher", segnatamente in La figlia ritrovata (Englischer Wein), Klippen der Liebe e Das große Erbe[3]